# Ран (фильм)
«Ран» (яп. 乱 ран, «Смута», «Хаос») — эпическое дзидайгэки японского режиссёра Акиры Куросавы, вышедшее на экраны в 1985 году. Фильм является дзидайгэки (костюмированной исторической драмой), посвящённой падению Итимондзи Хидэторы, видного аристократа эпохи Сэнгоку Дзидай. Картина основана на легендах даймё Мори Мотонари, а также на трагедии Уильяма Шекспира «Король Лир». Фильм был удостоен премии BAFTA за лучший фильм на иностранном языке и ряда других наград.
Став последним эпическим фильмом Куросавы и, безусловно, самым дорогим. При бюджете в 11—12 миллионов долларов США, сделало «Ран» самым дорогим фильмом в истории японского кинематографа на момент выхода в прокат. Это была третья встреча Куросавы с Шекспиром за его карьеру. В 1957 году Куросава поставил «Трон в крови» по пьесе Шекспира «Макбет». В 1960 году он снял Плохие спят спокойно по пьесе «Гамлет». Несмотря на изменения в постановке и языке, все три фильма получили положительные отзывы критиков, «Ран» — часто упоминается в числе лучших достижений Куросавы и считается одним из величайших фильмов, когда-либо снятых.  
Фильм был высоко оценен за яркие образы и использование цвета; художник по костюмам Эми Вада получила премию «Оскар» за лучший дизайн костюмов за свою работу над фильмом «Ран», а Куросава получил свою единственную в карьере номинацию за лучшую режиссуру. 

## Сюжет
Сюжет фильма — интерпретация классической трагедии У. Шекспира «Король Лир» с поправкой на японские реалии. Так, даймё Итимондзи Хидэтора разделяет свои владения не между дочерьми, а между сыновьями.
После совместной охоты Итимондзи устраивает с лидерами соседних кланов Аябэ и Фудзимаки привал. Последние уговаривают Хидэтору дать им ответ, чью из их дочерей он возьмёт в жёны для своего младшего сына Сабуро. Не дав ответа, Хидэтора засыпает прямо перед гостями. После пробуждения от кошмара он созывает собрание с участием Аябэ и Фудзимаки, где объявляет о том, что отрекается от власти и передаёт первый (главный) замок и руководство над кланом Итимондзи своему старшему сыну Таро. Второй и третий замок достаются, соответственно, второму сыну Дзиро и младшему сыну Сабуро. За собой же Хидэтора оставляет титул, регалии князя и 30 человек свиты.
Сабуро выступает с резкой критикой действий отца, что воспринимается Хидэторой как непочтительность к нему и зависть к старшим братьям, поэтому Сабуро изгоняется из клана. Сабуро поддерживает вассал дома Итимондзи по имени Танго, за что получает аналогичное наказание. Аябэ отказывается от идеи женитьбы, а Фудзимаки, пораженный манерой поведения и характером Сабуро, разыскивает того и предлагает взять в жены свою дочь и жить на земле Фудзимаки. Танго же отправляется помогать своему сюзерену, несмотря на объявленное изгнание.
Таро под влиянием своей жены Каэдэ начинает притеснять Хидэтору и его слуг. Шут Кёами, вторя изгнанному сыну, говорит Хидэторе об ошибочности его решения. После столкновения воинов из двух свит Таро заставляет отца подписать и скрепить кровью официальное отречение от власти в клане. Благодаря увещеваниям генерала Икомы, служащего интересам Таро, Хидэтора соглашается. Хидэтора глубоко оскорблен, он обвиняет Таро в том, что тот пляшет под дудку Каэдэ, поэтому Хидэтора принимает решение уехать во второй замок. Каэдэ, раскрывая нам мотив своих будущих действий, говорит Таро, что рада своему возвращению в замок, потому что она выросла в нём, а Хидэтора уничтожил всех её родственников и захватил замок.
Во втором замке Дзиро отказывается принять Хидэтору, если тот не откажется от своей свиты. Оскорбленный Хидэтора уезжает в поля. Там, вместе со своими самураями, он голодает, потому что Таро объявил его изгнанным и пообещал казнить каждого, кто будет помогать ему. Крестьяне при его приближении покидают деревни, забирая с собой всю еду. В лагерь к Хидэторе приезжает самурай Танго с запасами еды и сообщает, что Сабуро с радостью примет своего отца на землях Фудзимаки. Хидэтора практически решает ехать к Сабуро, но в это время узнает, что гарнизон третьего замка ушёл к Фудзимаки. Под влиянием генерала-предателя Икомы Хидэтора решает ехать в третий замок. Господина вновь отговаривают двое: Танго — прямым образом, шут Кёами — иносказательно. В результате они остаются в полях вдвоем.
Хидэтора занимает третий замок, но на следующий день его берут штурмом объединенные войска Таро и Дзиро. Генералы-предатели Икома и Огуна открывают ворота перед нападающими. Все люди Хидэторы погибают. Три женщины из свиты Хидэторы кончают с собой, несколько погибают прикрыв своими телами господина от пуль штурмующих. Генерал Куроганэ, служащий Дзиро, убивает Таро. Хидэтора решает совершить сэппуку, но его меч сломан, а других под рукой нет. Хидэтора сходит с ума и выходит из горящего замка, не встречая сопротивления. Солдаты не решаются его убить и дают бывшему господину уйти.
Кёами и Танго находят Хидэтору во время бури, собирающего цветы и практически не реагирующего на окружающую действительность. Они отводят Хидэтору в крестьянскую лачугу. Хидэтора начинает понемногу приходить в себя. Хозяином лачуги оказывается Цурумару, брат госпожи Суэ, жены Дзиро. Когда Цурумару был ещё ребёнком, Хидэтора убил всю его семью, сжёг его замок, а его самого приказал ослепить. Цурумару, хоть и принял буддизм, до сих пор испытывает к Хидэторе ненависть. Поэтому Цурумару играет на флейте, чтобы хоть таким образом оказать гостеприимство. От звуков этой музыки Хидэтора падает в обморок и окончательно теряет рассудок.
Дзиро поселяется в замке Таро и выгоняет генералов Икому и Огуну, так как не хочет запятнать свою репутацию присутствием предателей. Госпожа Каэдэ соблазняет Дзиро и хитростью убеждает его убить свою нынешнюю жену Суэ.
Хидэтора, Танго и Кёами живут на развалинах замка семьи Суэ и Цурумару. Танго убивает проезжающих мимо Икому и Огуну. Икома перед смертью кричит, что Дзиро убил Таро, но не будет убивать Хидэтору, пока тот сумасшедший. Танго решает ехать за помощью к Сабуро.
Дзиро пытается уговорить генерала Куроганэ убить Суэ, но тот отказывается. Когда же госпожа Каэдэ начинает настаивать на том, чтобы Куроганэ привёз засоленную голову Суэ, тот привозит храмовую статую лисы и, рассказывая об опасности обитающих в Японии оборотней, насмехается над Каэдэ и тем, как Дзиро легко поддается на ее манипуляции. Суэ же генерал предупреждает об опасности.
Суэ вместе с братом и служанкой уходят в бега. Однако Цурумару обнаруживает, что забыл флейту. Служанка решает вернуться за ней, договорившись о встрече с ними на развалинах фамильного замка.
Армия Сабуро входит на территорию клана Итимондзи. Сабуро сообщает Дзиро, что хочет только забрать отца, и, сделав это, сразу уедет. В это же время у границ клана появляются войска Фудзимаки и Аябэ. Каэдэ уговаривает Дзиро начать войну, но перед этим обмануть Сабуро и якобы дать ему разрешение на поиск отца, подготовив засаду.
Суэ оставляет Цурумару одного на развалинах замка и отправляется за флейтой, не дождавшись прихода служанки.
Сабуро вместе с десятком всадников отправляется на поиски отца. Дзиро отправляет за ним отряд аркебузиров, пообещав хорошую награду тому, кто убьёт Сабуро. После этого приказывает атаковать армию Сабуро. Во время битвы Дзиро узнает, что его замок атакован войсками Аябэ. Он приказывает оставить поле боя. Стрелки Сабуро меткими выстрелами выкашивают нападающих солдат противника.
Сабуро находит Хидэтору, лежащего на спине посреди камней. Хидэтора думает, что умер, и просит не доставать его из могилы. Сабуро разговаривает с ним, и к Хидэторе возвращается разум, он раскаивается в том, что изгнал сына, оказавшегося в результате правым. Воссоединенные отец с сыном едут на лошади. Звучит выстрел. Сабуро падает на землю — он убит. Хидэтора  умирает от горя, обняв сына.
Замок Дзиро в осаде. Прибывает самурай со свёртком, в котором голова госпожи Суэ. Генерал Куроганэ убивает Каэдэ и говорит Дзиро приготовиться к неминуемой смерти, обещая самому умереть вместе с господином. Войска Аябэ наступают и поджигают замок.
Фильм оканчивается сценой, в которой на фоне заката проходит траурное шествие войск Сабуро, а слепой Цурумару стоит вдали посреди развалин фамильного замка.

## В ролях
- Тацуя Накадаи — великий князь Итимондзи Хидэтора
- Акира Тэрао — князь Итимондзи Такатора (Таро)
- Дзинпати Нэдзу — князь Итимондзи Масатора (Дзиро)
- Дайсукэ Рю — князь Итимондзи Наотора (Сабуро)
- Миэко Харада — княжна Каэдэ
- Ёсико Миядзаки — княжна Суэ
- Хисаси Игава — Куроганэ Сури
- Пита[англ.] — шут Кёами
- Масаюки Юи — Хираяма Танго

## Награды и номинации

### Награды
- 1985 — две премии Национального совета кинокритиков США: лучший фильм на иностранном языке, лучший режиссёр (Акира Куросава)
- 1985 — приз OCIC Award на кинофестивале в Сан-Себастьяне (Акира Куросава)
- 1986 — премия «Оскар» за лучший дизайн костюмов (Эми Вада)
- 1986 — премия «Аманда» (Норвегия) за лучший зарубежный фильм (Акира Куросава)
- 1986 — три премии Японской Киноакадемии: лучшая работа художника-постановщика (Ёсиро Мураки, Синобу Мураки), лучшая музыка к фильму (Тору Такэмицу), специальная награды (Масато Хара)
- 1986 — три премии «Майнити»: лучший фильм (Акира Куросава), лучший режиссёр (Акира Куросава), лучший актёр второго плана (Хисаси Игава)
- 1986 — премия «Бодил» (Дания) за лучший европейский фильм (Акира Куросава)
- 1986 — премия «Давид ди Донателло» за лучшую режиссуру зарубежного фильма (Акира Куросава)
- 1986 — премия имени Жозефа Плато (Бельгия) за лучший вклад в искусство
- 1986 — две премии Национального общества кинокритиков США: лучший фильм, лучшая операторская работа (Такао Сайто)
- 1987 — две премии BAFTA: лучший иностранный фильм (Серж Зильберман, Масато Хара, Акира Куросава), лучший грим (Сёхисиро Мэда, Тамэюки Айми, Тихако Найто, Норико Такэмидзава)

### Номинации
- 1986 — три номинации на премию «Оскар»: лучшая работа художника-постановщика/декоратора (Ёсиро Мураки, Синобу Мураки), лучшая операторская работа (Такао Сайто, Масахару Уэда, Асакадзу Накай), лучшая режиссура (Акира Куросава)
- 1986 — четыре номинации на премию Японской киноакадемии: лучшая операторская работа (Такао Сайто, Масахару Уэда), лучшее освещение (Такэдзи Сано), лучший звук (Фумио Яногути, Сотаро Ёсида), лучший актёр второго плана (Хитоси Уэки)
- 1986 — две номинации на премию «Сезар»: лучший зарубежный фильм (Акира Куросава), лучший постер
- 1986 — номинация на премию «Золотой глобус» за лучший зарубежный фильм
- 1986 — номинация на специальную премию «Независимый дух»
- 1987 — три номинации на премию BAFTA: лучшая операторская работа (Такао Сайто, Масахару Уэда), лучший дизайн костюмов (Эми Вада), лучшая работа художника-постановщика/декоратора (Ёсиро Мураки, Синобу Мураки), лучший адаптированный сценарий (Акира Куросава, Хидэо Огуни, Масато Идэ)

Сидни Люмет поинтересовался у Куросавы, почему в фильме «Ран» он построил кадр именно таким образом: «Он ответил, что если бы камеру установили на дюйм левее, в поле зрения попал бы завод «Сони», а на дюйм правее – был бы виден аэропорт: ни тот, ни другой объект не вписывались в атмосферу XVI века, воссозданную в фильме».